# Sobralia fragilis
Sobralia fragilis är en orkidéart som beskrevs av Robert Louis Dressler och Bogarín. Sobralia fragilis ingår i släktet Sobralia och familjen orkidéer. Inga underarter finns listade i Catalogue of Life.